# Служба безопасности (СД)
Слу́жба безопа́сности рейхсфюрера СС (нем. Sicherheitsdienst des Reichsführers SS) (сокр. нем. SD от SicherheitsDienst, рус. СД) — часть национал-социалистического государственного аппарата в нацистской Германии и во время Второй мировой войны в оккупированной Европе. Основана в 1931 году как спецслужба НСДАП и связанных с ней отрядов СС. А в 1934 году была сформирована как самостоятельная структура для обеспечения безопасности нацистского руководства. С 1939 года подчинялась Главному управлению имперской безопасности (РСХА). Несёт ответственность за многочисленные преступления, использовалась для борьбы с политическими противниками и запугивания населения. Внешние подразделения занимались шпионажем и тайными операциями. Штаб-квартира СД находилась в Берлине на Вильгельмштрассе, 102 во Дворце принца Альбрехта (здание не сохранилось).
Не следует путать с Имперской службой безопасности (нем. Reichssicherheitsdienst, RSD) — специальным подразделением СС, которое обеспечивало личную безопасность руководства нацистской Германии в период 1933—1945 гг.

## История СД
СД была сформирована в марте 1934 года, первоначально с целью обеспечения безопасности Гитлера и нацистского руководства. 26 июня 1936 года Гиммлер назначил шефом СД и полиции безопасности Рейнхарда Гейдриха. Первое время СД представляла собой нечто вроде вспомогательной полиции, находящейся в ведении нацистской партии, но со временем переросла своё назначение. «СД, — говорил Гиммлер, — предназначена раскрывать врагов национал-социалистической идеи, и она будет осуществлять проведение контрмероприятий через государственные полицейские силы». Формально СД находилась в ведении министра внутренних дел Вильгельма Фрика, на практике же она полностью подчинялась Гейдриху и Гиммлеру. Как и гестапо, СД занималась вопросами внутренней и внешней безопасности нацистской Германии, являлась самостоятельной службой, но была сосредоточена на сборе информации (политический сыск) и выполняла аналитическую работу. СД делилась на внутреннюю СД (внутренняя разведка, анализ ситуации внутри страны) — под руководством Отто Олендорфа и внешнюю СД (внешняя разведка) — под руководством Вальтера Шелленберга.

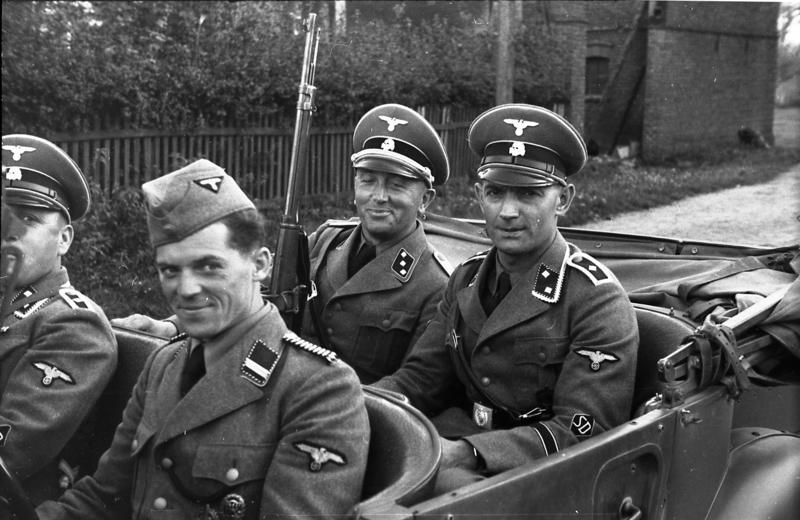
Сотрудники СД в Польше. У сидящего на переднем плане — погоны СС старого образца, у остальных — погоны, которые постепенно были введены для всех служб СС в период 1939—1941 гг. (армейского образца).

Гиммлер так объяснял различия в сфере компетенций между СД и полицией безопасности, важнейшей интегрированной частью которой было гестапо: «Органы СД занимаются исследованием и подготовкой экспертиз и материалов общего характера — планы оппозиционных партий и течений, сферы их влияния, системы связей и контактов, воздействие отдельных нелегальных организаций и т. д. Гестапо же, опираясь на материалы и разработки СД, проводит следствие по конкретным делам, производит аресты и отправляет виновных в концлагеря». Поскольку обе эти спецслужбы были подчинены непосредственно Гиммлеру, это значительно расширяло сферу деятельности и возможности СД. В её распоряжении оказалась разветвленная информационная сеть внутри страны и за рубежом, досье и личные дела на противников нацистского режима.
Агентурная сеть внутренней СД делилась на пять категорий:
- Доверенные лица (нем. Vertrauensleute);
- Агенты (нем. Agenten);
- Информаторы (нем. Zubringer);
- Помощники информаторов (нем. Helfershelfer);
- «Ненадёжные» источники (нем. Unzuverlässige).

Формально СД оставалась информационной службой НСДАП, подчинялась партийному руководству и конкретно Рудольфу Гессу, а также руководителю его штаба Мартину Борману. Имела громадную картотеку с компрометирующими материалами на многих высокопоставленных лиц как внутри страны, так и за её пределами (достаточно сказать, что только во время аншлюса в Австрии по материалам СД было арестовано свыше 67 тыс. «врагов государства»).
В 1939 году путём объединения полиции безопасности (гестапо и уголовная полиция) и обеих СД было создано Главное управление имперской безопасности (РСХА) во главе с обергруппенфюрером СС Рейнхардом Гейдрихом (на тот момент ещё в чине группенфюрера СС), в структуре которого внутренняя СД значилась как третье управление, а внешняя — как шестое.
На Нюрнбергском процессе СД была признана преступной организацией. Именно офицерам СД было поручено осуществлять руководство деятельностью так называемых айнзацгрупп на оккупированных территориях.

## Командиры полиции безопасности и СД
- Командующие полицией безопасности и СД в Дании — штандартенфюрер СС Рудольф Мильднер (с 7 сентября 1943 по 4 января 1944), штандартенфюрер СС Отто Бовензипен (с 4 января 1944 по 5 мая 1945)
- Командующие полицией безопасности и СД в Греции — штандартенфюрер СС Вальтер Блюме
- Командующие полицией безопасности и СД в Богемии и Моравии — бригадефюрер СС Вальтер Шталекер (до июня 1939), оберфюрер СС Хорст Бёме (1942), оберфюрер СС Эрвин Вайнман (августа 1942)
- Командующие полицией безопасности и СД в Будапеште — оберфюрер СС Ганс-Ульрих Гешке (с 27 мая 1944 по 1 февраля 1945), оберштурмбаннфюрер СС Райнер Готтштейн (с 22 июля 1944 по 13 февраля 1945 и. о.)
- Командующие полицией безопасности и СД в Сербии — оберфюрер СС Вильгельм Фукс (с 1 ноября 1941 по 5 января 1942), оберфюрер СС Эмануэль Шефер (с 5 января 1942 по 10 февраля 1945)
- Командующие полицией безопасности и СД в Словакии — штандартенфюрер СС Йозеф Витиска (с 15 ноября 1944 по апрель 1945)
- Командующие полицией безопасности и СД в Белостоке — штурмбаннфюрер СС Вильгельм Альтенло (с августа 1941 по май 1943), оберштурмбаннфюрер СС Герберт Циммерман (с 3 июля 1943 по 9 января 1944)
- Командующие полицией безопасности и СД во Франции — штандартенфюрер СС Гельмут Кнохен (с мая 1940 по сентябрь 1944), оберштурмбаннфюрер СС Фридрих Зур (с ноября 1944)
- Командующие полицией безопасности и СД в Париже — оберштурмбаннфюрер СС Курт Лишка (с января 1942 по сентябрь 1943), оберштурмбаннфюрер СС Ганс Хеншке (с октября 1943 по сентябрь 1944)
- Командующие полицией безопасности и СД в Руане — оберштурмбаннфюрер СС Бруно Мюллер (с мая по ноябрь 1944)
- Командующие полицией безопасности и СД в Шалонь-ам-Шампань — гауптштурмфюрер СС Модест фон Корфф (с июля 1942 по май 1943), штурмбаннфюрер СС Карл Людке (24 июля 1943 по 28 августа 1944)
- Командующие полицией безопасности и СД в Рене — оберштурмбаннфюрер СС Хартмут Пульмер
- Командующие полицией безопасности и СД в Анже — штурмбаннфюрер СС Ганс-Дитрих Эрнст
- Командующие полицией безопасности и СД в Орлеане — гауптштурмфюрер СС Фридрих Мердше
- Командующие полицией безопасности и СД в Марселе — оберштурмбаннфюрер СС Рольф Мюлер
- Командующие полицией безопасности и СД в Бордо — штурмбаннфюрер СС Герберт Хаген, (с августа 1940 по май 1942), Ганс Лютер (с июня 1942 по октябрь 1943)
- Командующие полицией безопасности и СД в Нанси — штурмбаннфюрер СС Франц Хот, штурмбаннфюрер СС Рудольф Шмелинг
- Командующие полицией безопасности и СД в Монпелье — оберштурмбаннфюрер СС Гельмут Танцман
- Командующие полицией безопасности и СД в Лиможе — оберштурмбаннфюрер СС Август Майер
- Командующие полицией безопасности и СД в Варшаве — оберфюрер СС Лотар Бойтель (с 13 сентября по 23 октября 1939), оберштурмбаннфюрер СС Вальтер Хаммер
- Командующие полицией безопасности и СД в Люблине — штурмбаннфюрер СС Альфред Хассельберг (с 23 октября по декабрь 1939), Вальтер Хуппенкотен (с января 1940 по июнь 1941)
- Командующие полицией безопасности и СД во Львове — оберштурмбаннфюрер СС Гельмут Танцман (с июля 1941 по март 1943), оберштурмбаннфюрер СС Йозеф Витиска (с марта 1943 по 1944)
- Командующие полицией безопасности и СД в Лодзи — оберштурмбаннфюрер СС Отто Брадфиш (с лета 1943 по декабрь 1944)
- Командующие полицией безопасности и СД в Радоме — гауптштурмфюрер СС Фриц Липхардт (с ноября 1939 по октябрь 1943), оберштурмбаннфюрер СС Иоахим Иллмер[швед.] (октябрь 1943 по январь 1945)
- Командующие полицией безопасности и СД в Кракове — оберштурмбаннфюрер СС Бруно Мюллер (ноябрь/декабрь 1939), штурмбаннфюрер СС Вальтер Хуппенкотен (с декабря 1939 по январь 1940), штандартенфюрер СС Людвиг Хан (с января по 14 августа 1940), оберштурмбаннфюрер СС Макс Гроскопф (с августа 1940 по лето 1943), штандартенфюрер СС Рудольф Батц
- Командующие полицией безопасности и СД в Потсдаме — оберштурмбаннфюрер СС Отто Брадфиш
- Командующие полицией безопасности и СД в Касселе — штурмбаннфюрер СС Франц Мармон
- Командующие полицией безопасности и СД в Триесте — оберфюрер СС Эмануэль Шефер
- Командующие полицией безопасности и СД в Нидерландах — бригадефюрер СС Ганс Нокеманн[нем.] (с мая по июль 1940), группенфюрер СС Вильгельм Харстер (с 15 июля 1940 по 23 августа 1943), группенфюрер СС Эрих Науманн (с сентября 1943 по июль 1944), оберфюрер СС Карл Эберхард Шёнгарт
- Командующие полицией безопасности и СД в Бельгии и Северной Франции — штандартенфюрер СС Константин Канарис, оберштурмбаннфюрер СС Карл Хассельбахер[нем.], оберштурмбаннфюрер СС Эрнст Элерс
- Командующие полицией безопасности и СД в Лилле — оберштурмбаннфюрер СС Гюнтер Рауш
- Командующие полицией безопасности и СД в Валлонии — оберштурмбаннфюрер СС Эдуард Штраух
- Командующие полицией безопасности и СД в Эстонии — штандартенфюрер СС Мартин Зандбергер (с 3 декабря 1941 по ноябрь 1943), оберштурмбаннфюрер СС Бернхард Баатц (с ноября 1943 по октябрь 1944)
- Командующие полицией безопасности и СД в Литве — штандартенфюрер СС Ганс-Иоахим Бёме
- Командующие полицией безопасности и СД в Киеве — штандартенфюрер СС Эрих Эрлингер
- Командующие полицией безопасности и СД в Вестмарке (Метц) — бригадефюрер СС Антон Дункерн (с июля 1940 по июнь 1944)
- Командующие полицией безопасности и СД в Эльзасе (Страсбург) — обергруппенфюрер СС Густав Адольф Шеель (с августа 1940 по январь 1941), оберфюрер СС Ганс Фишер (с ноября 1941 по декабрь 1943), штандартенфюрер СС Эрих Иссельхорст (с января по 10 декабря 1944)
- Командующие полицией безопасности и СД в Норвегии — бригадефюрер СС Вальтер Шталекер (с мая по осень 1940), штандартенфюрер СС Генрих Фелис (с осени 1940 и до конца войны)

## Звания и знаки различия

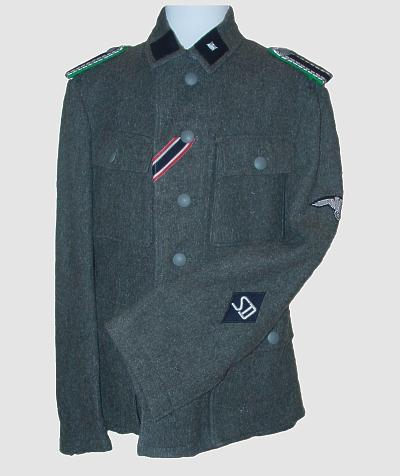
Униформа унтершарфюрера СД (мундир покроя 1943—1945 гг.) с погонами полицейского типа.

Система званий и знаков различий СД представляла собой гибридный вариант между системами СС и полиции порядка. Звания были аналогичны званиям в Общих СС, однако сотрудники СД не носили на петлицах рун СС, а погоны изготавливались по полицейскому образцу, с зелёным кантом и особым галуном для унтер-офицерского состава (но при этом основной фон погона для неофицерских званий был не коричневого цвета, как в полиции, а чёрного, как в СС).
На левом рукаве мундира ниже локтя пришивался знак в виде ромба (такой же нарукавный знак носили и другие сотрудники РСХА — например, он хорошо виден на мундире начальника уголовной полиции Артура Не́бе).
В то же время есть фотографии и киноматериалы, где некоторые сотрудники РСХА (как сотрудники СД, так и сотрудники гестапо и уголовной полиции) носят как руны СС (а также изображение «мёртвой головы» (череп и скрещенные кости) в петлицах), так и знак в виде ромба. Речь идет либо о прикомандированных к РСХА либо о недавно переведённых в РСХА военнослужащих войск СС (как солдат, так и офицеров).